# Traductor
Traductorul este un dispozitiv (element) tehnic care transformă valorile unei mărimi fizico-chimice în valori (corespunzătoare) ale altei mărimi fizice, în scopul măsurării ei sau/și reglării mersului procesului tehnic, biologic etc. în care este implicată mărimea respectivă. Traductoarele sunt frecvent denumite „traductoare de măsură”. Ele intră direct în contact cu mediul (procesul) unde este participantă ca parametru, mărimea de măsurat sau/și reglat. În funcție de mărimea fizico-chimică în cauză traductoarele sunt diferite ca principiu de funcționare, după cum urmează:
- Termorezistențe (electrice)
- Potențiometre de poziție (de nivel)
- Termoelemente voltaice sau „termocuple”
- Celule galvanice (electrozi) de măsură (de ex. pentru măsurarea pH/acidității)
- Electrozi de măsură a conductivității mediilor
- Bandă tensometrică extensibilă (cu rezistență el. variabilă la alungire)
- Piezoelectric traductor (cuarț cristal)
- Tahogenerator (generator de tens. alternativa la rotire: utilizat la măs. turației)
- Hall-senzor (emitiv de tens. electr. în vecinătate de material feromagn.)
- Inductiv traductor (prin variație de permeabilitate)
- Capacitiv traductor
- Unghiular sesizor de poziție (electric)